# 松林寺 (北名古屋市)
松林寺（しょうりんじ）は、愛知県北名古屋市沖村字西之郷21にある真宗大谷派の寺院。山号は光明山。本尊は阿弥陀如来。
名古屋市中区錦3丁目にある聖徳寺の末寺である。毎年4月25日には蓮如堂で蓮如忌が行われる。

## 歴史

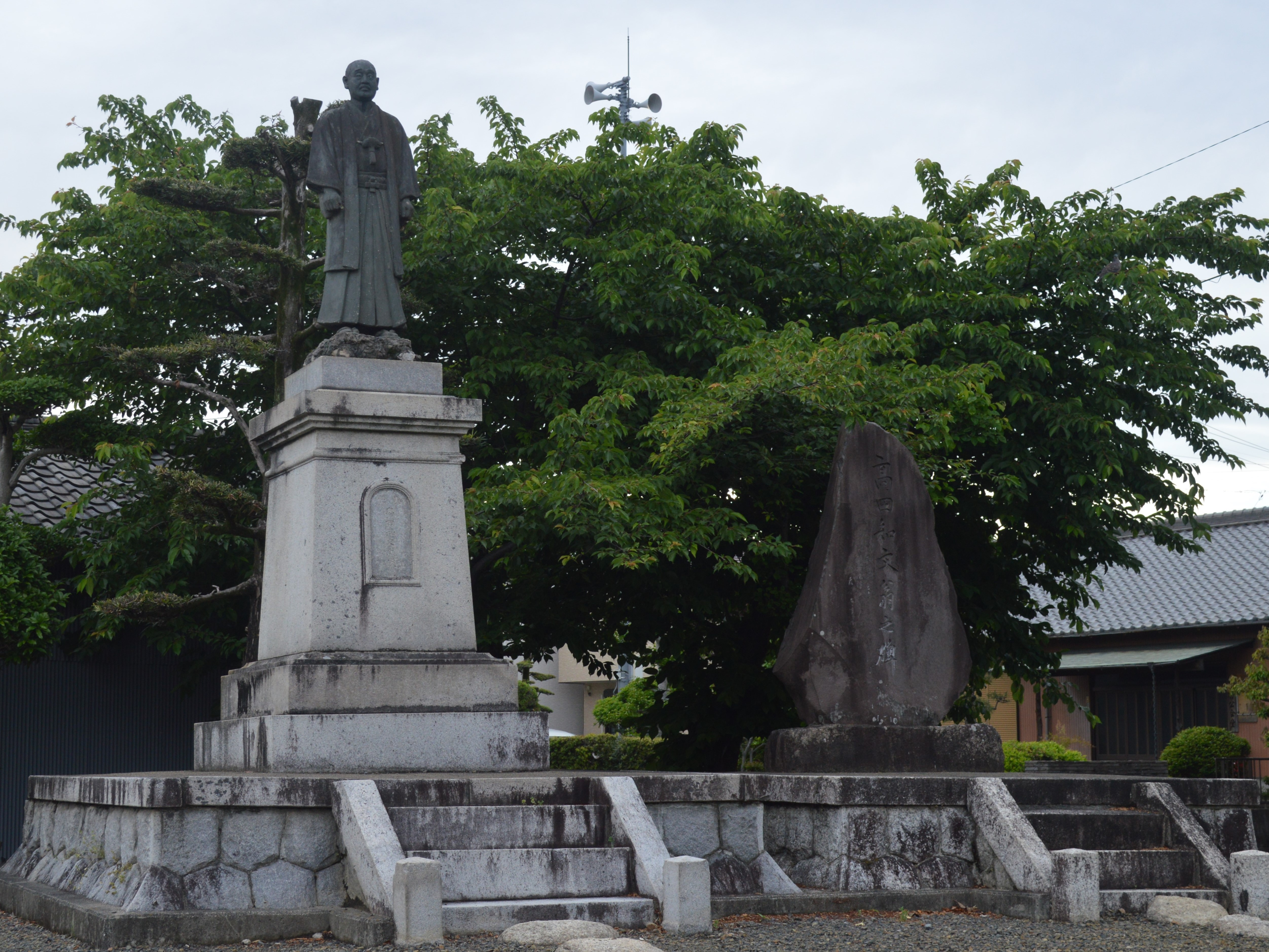
高田知文氏像と高田知文翁之碑

松林寺の草創は不詳とされるが、『張州雑志』によると創建は文禄元年（1592年）であり、僧の教順が開基だった。1923年（大正12年）に刊行された『西春日井郡誌』は松林寺の創建について「約350年前なるべし」としている。
文久年間（1861年～1863年）には松林寺の裏庭にタヌキの親子が暮らしていたとされる。
文久3年（1863年）に松林寺に生まれた知文（高田知文）は、1885年（明治18年）に名古屋市花園町の高田家に養子に入り、大須・旭廓にある貸座敷兼芸妓置屋「金波楼」の楼主として成功を収めた。故郷の沖村には沖村公会堂や沖村公園などの建物を建設し、九之坪と沖村を結ぶ高田街道を建設している通史編1p316。また、日露戦争や日独戦争の戦没者の忠魂碑を建設するなど、様々な社会事業に私財を投じた。松林寺の門前には高田知文のコンクリート像と顕彰碑がある。
1873年（明治6年）2月には西春日井郡沖村に勧善学校が設立され、1892年（明治25年）には下拾箇村立沖尋常小学校に改称し、1907年（明治40年）3月には西春村立西春上尋常小学校（現・北名古屋市立西春小学校）に改称したが、この学校は松林寺の前にあった。

## 境内

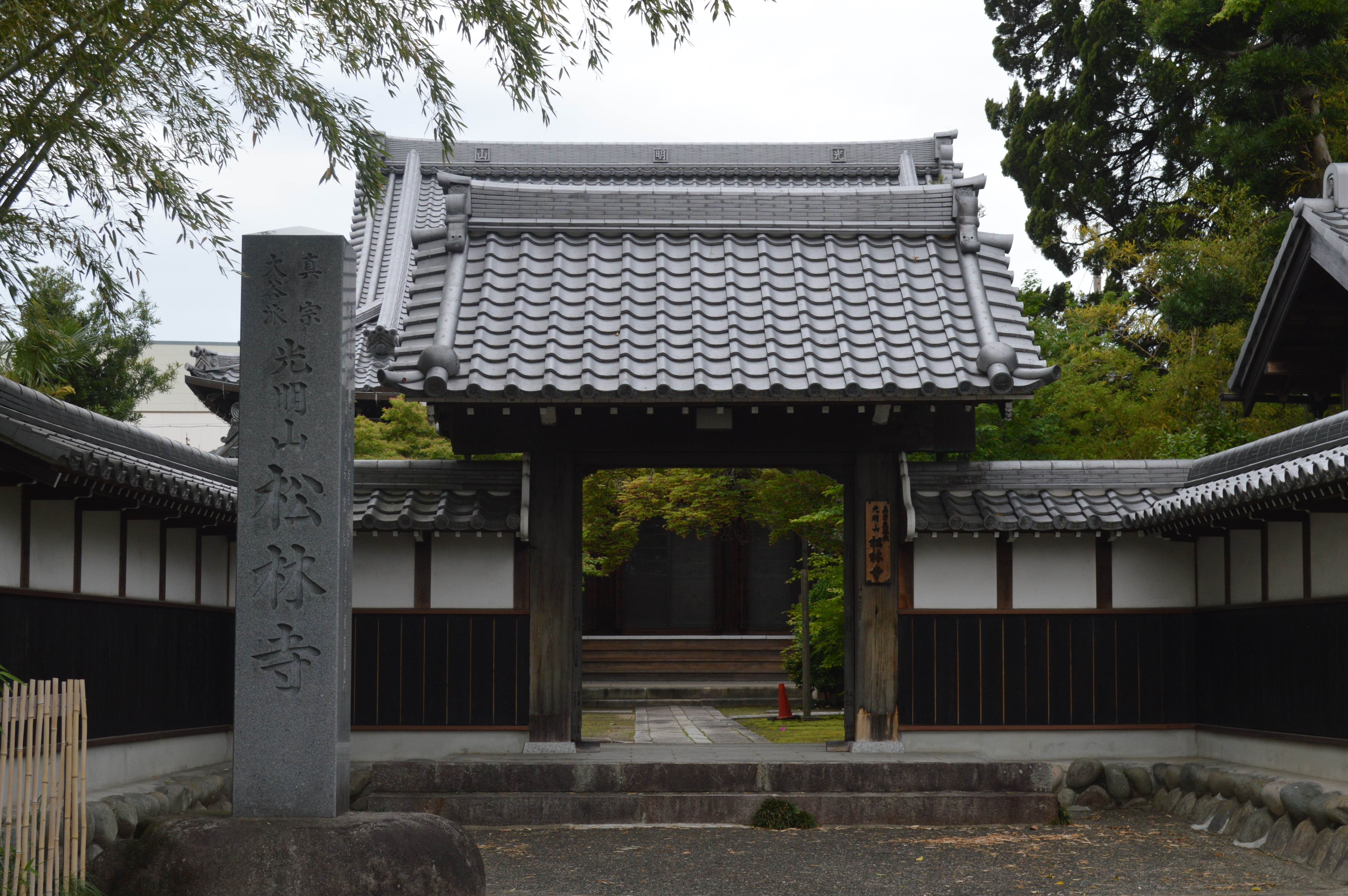
山門

境内の西隣には戦国武将である林秀貞の「林通勝邸址」がある。沖村には松林寺のほかに、臨済宗妙心寺派の徳岩寺、真宗大谷派の入明寺、浄土宗西山禅林寺派の光運寺がある。
- 本堂
- 蓮如堂
- 庫裏
- 山門
- 鐘楼
- 手水舎
- 竹本一聲之碑 - 沖村の服部三代治家は酒造業を生業としていたが、竹本一聲（竹本一声）こと服部太兵衛は家業を投げ出してまでも義太夫が好きという粋人だった[7]。犬井の竹本墨三、青野の竹本声遊など、竹本一聲には多くの弟子がいた[7]。1908年（明治41年）9月には松林寺の境内に竹本一聲の石碑が建立された[1][7]。

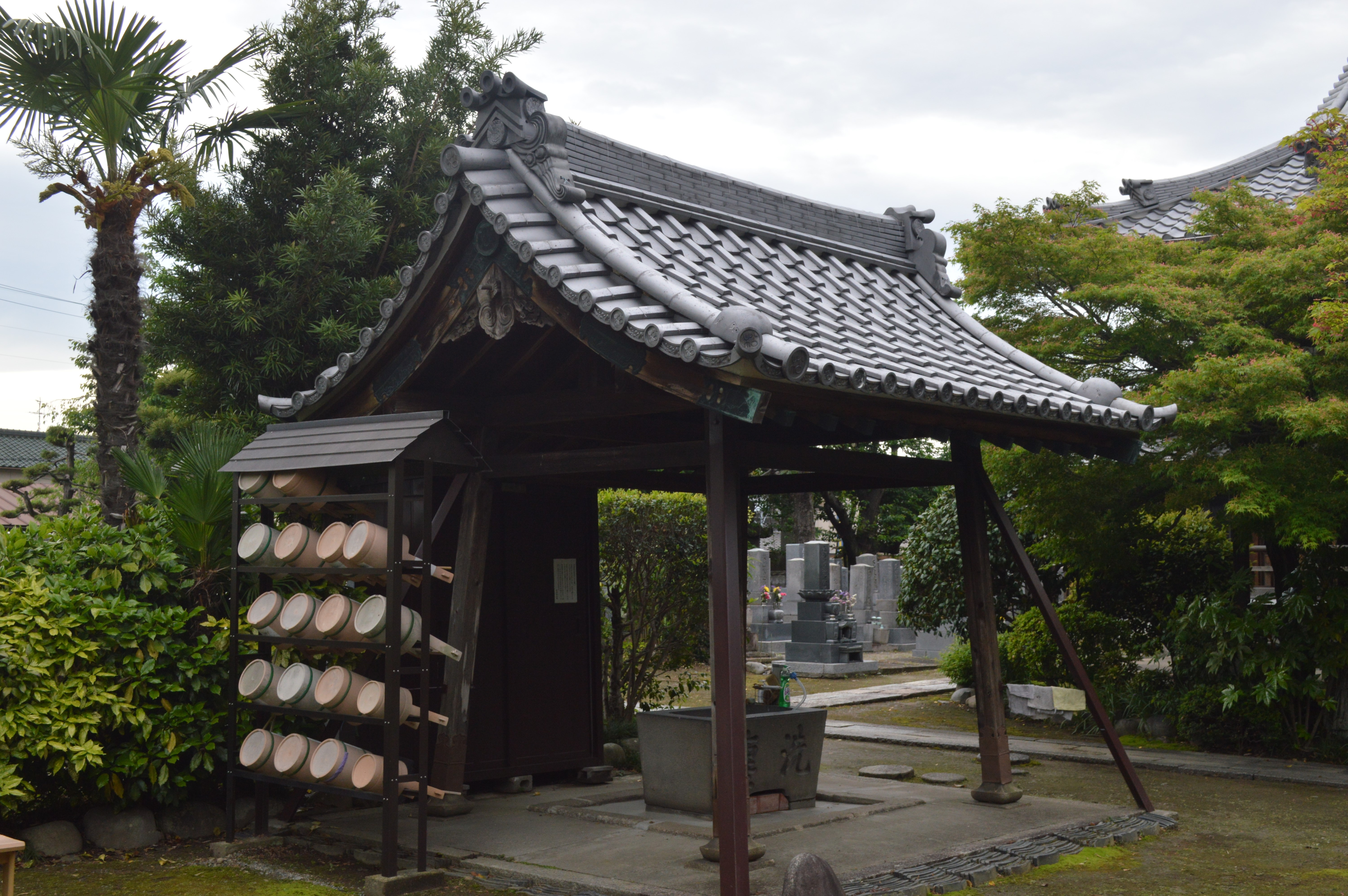
手水舎
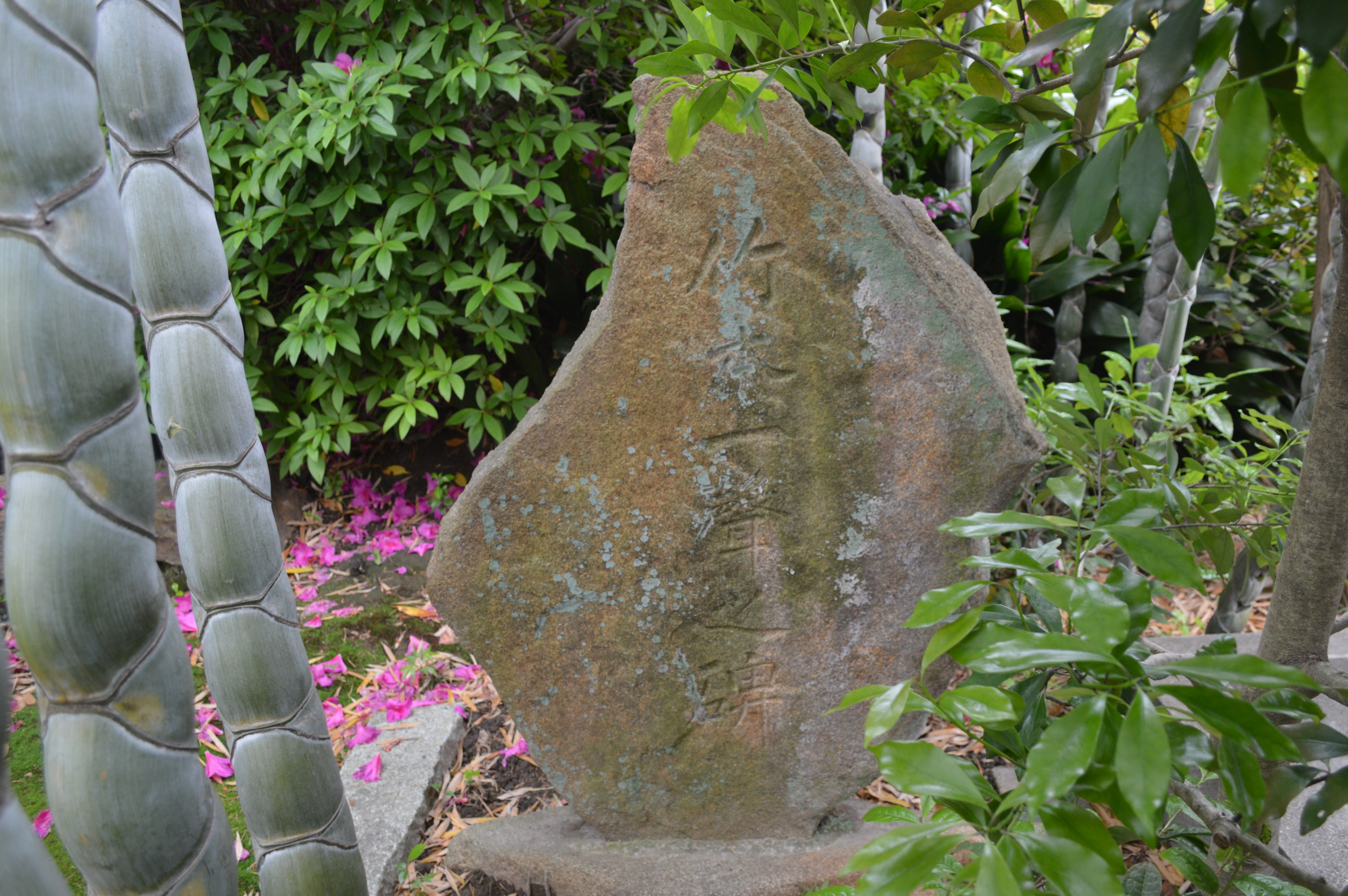
竹本一聲之碑
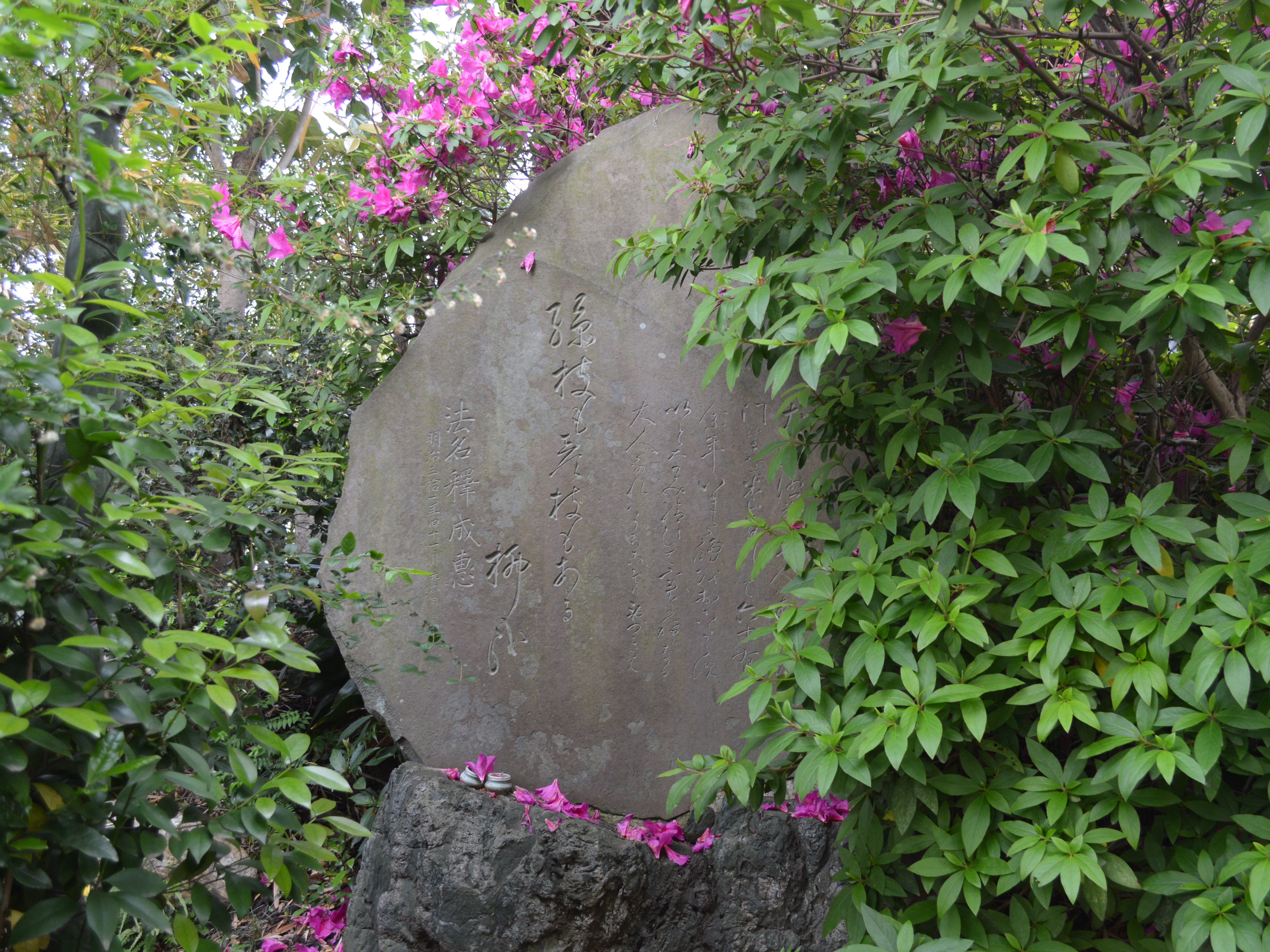
犬飼徳蔵の碑
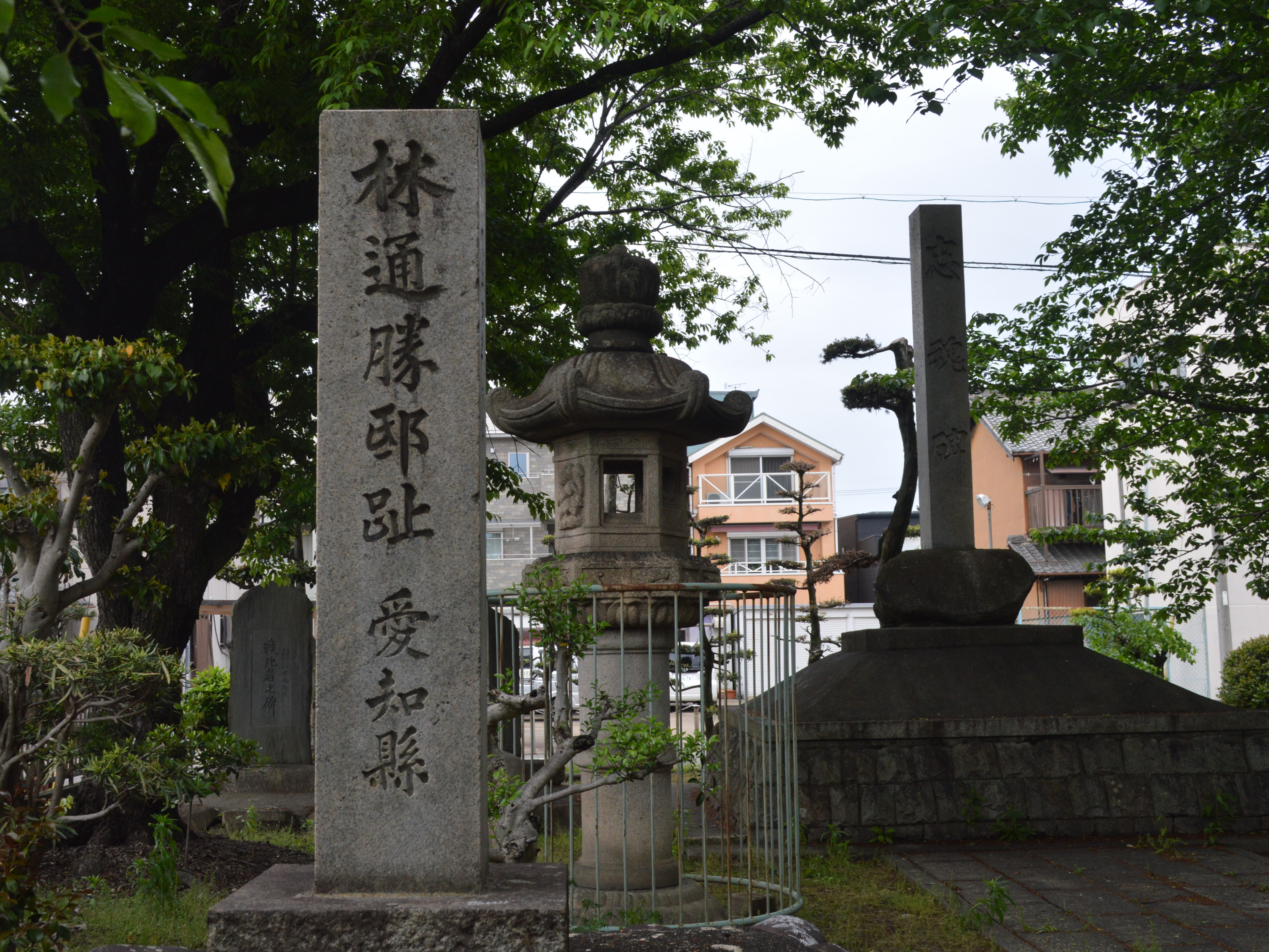
林通勝邸址

## 歴代住職
松林寺の歴代住職の大部分は定かでない。
- 浄誓 - 寛文元年（1661年）時の住職[2]。
- 立沢 - 延宝5年（1685年）時の住職[2]。
- 秀悦 - 貞享2年（1685年）時の住職[2]。
- 8代 慈門 - 文化11年（1814年）の覚書に登場[2]。
- 9代 侘賢 - 文化11年（1814年）の覚書に登場[2]。
- 10代 寿唱 - 文化11年（1814年）の覚書に登場[2]。
- 11代 寿法[2]
- 12代 晃曜[2]
- 加藤務 - 1983年（昭和8年）時の住職[2]。

## 檀家
1984年（昭和59年）時点で松林寺の檀家は以下の範囲に分布していた。
- 西春日井郡西春町
  - 九之坪高畑、九之坪野崎、沖村西ノ切、沖村三ツ家、北野、鍛冶ケ一色東ノ切、西之保東ノ切、西之保西ノ切、犬井
- 西春日井郡師勝町
- 西春日井郡豊山町

## 文化財

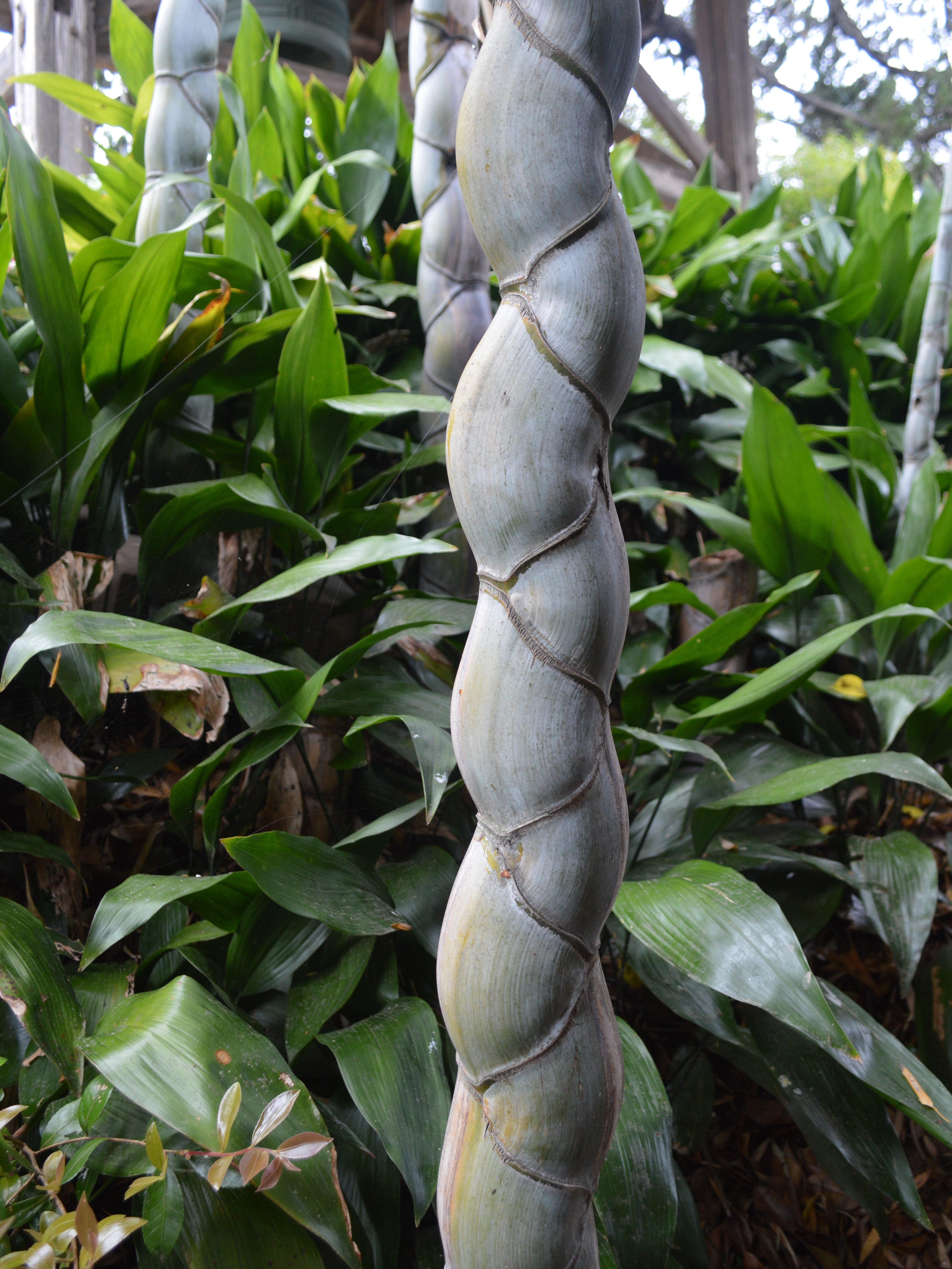
亀甲竹林

### 市指定文化財
- 「亀甲竹林」
  - 下部の節間が亀甲状になった竹であり、孟宗竹の変種であるとされる[9][10]。1985年（昭和60年）時点では600m2に約300本があった[9][10]。北名古屋市天然記念物[11]。1984年（昭和59年）8月1日指定[12]。
- 「伊吹木」
  - 高さ16.3メートル、根回り3.3メートルのイブキ[9][10]。推定樹齢300年超[9]。北名古屋市天然記念物[11]。1984年（昭和59年）8月1日指定[12]。
- 「銀杏」
  - 高さ32メートル、根回り3.8メートルのイチョウ（雄株）[9][10]。推定樹齢250年[10]。愛知県下でも32メートルに達するイチョウは少ないとされる[10]。北名古屋市天然記念物[11]。1984年（昭和59年）8月1日指定[12]。

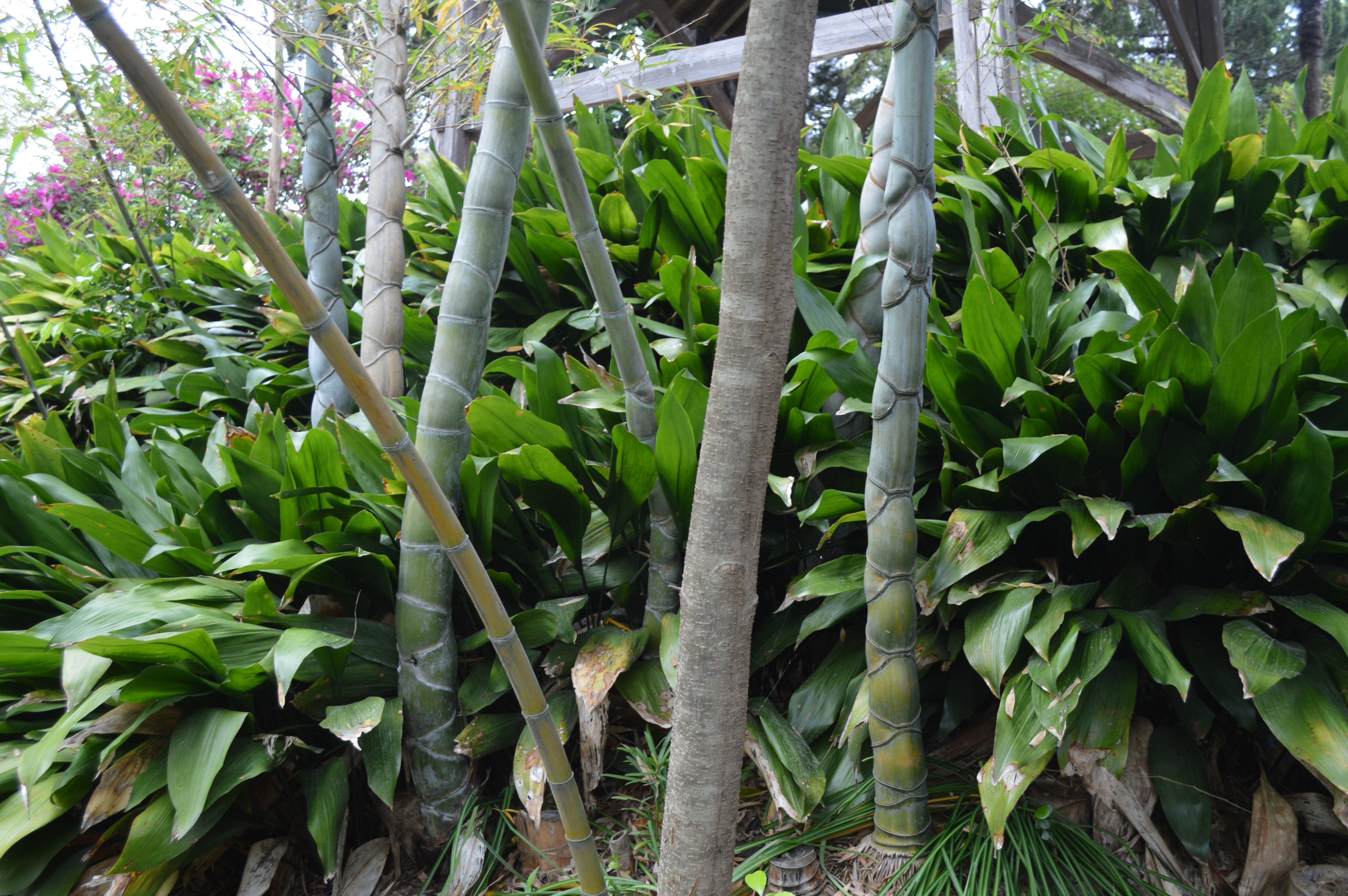
亀甲竹林
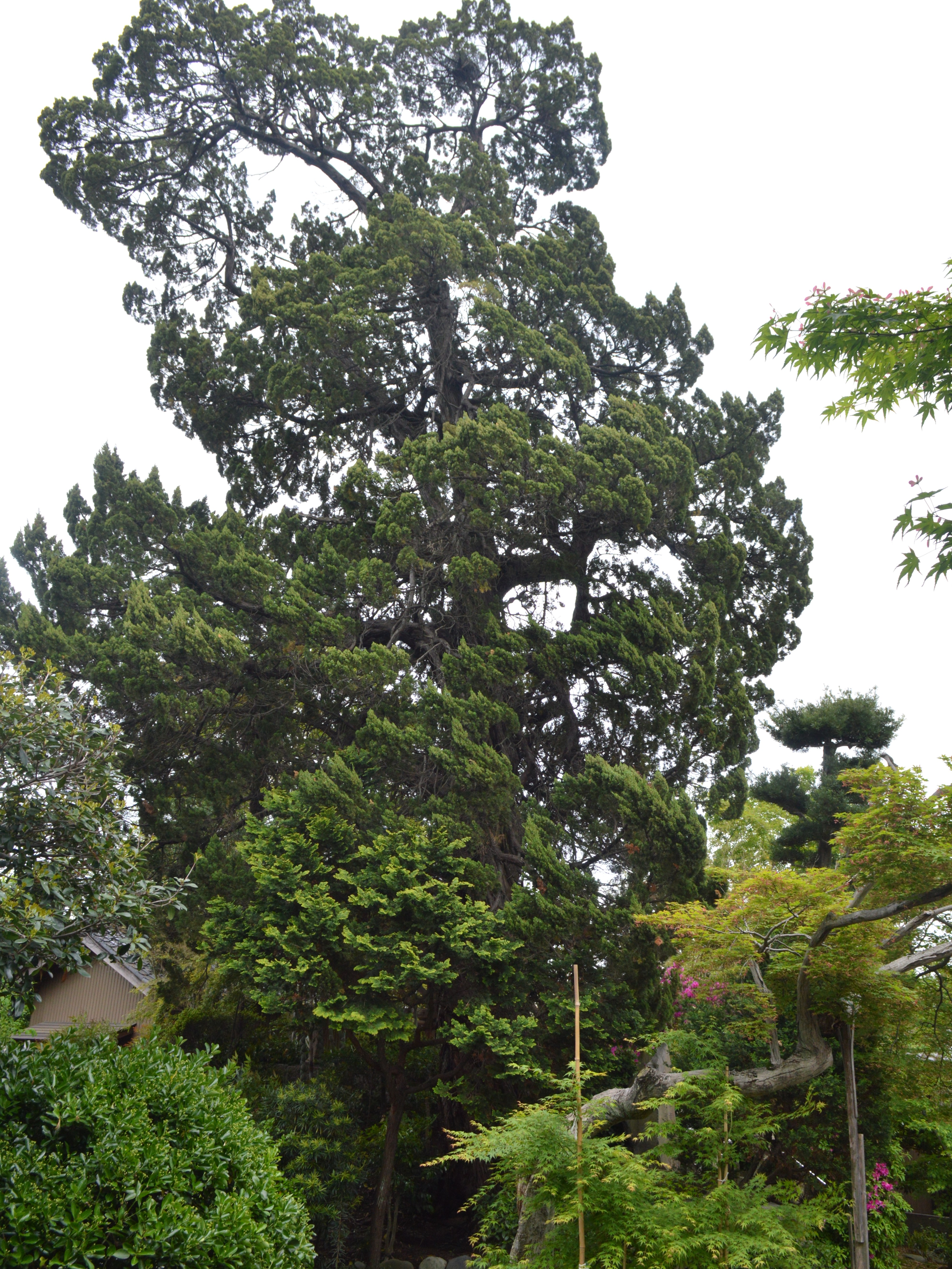
伊吹木
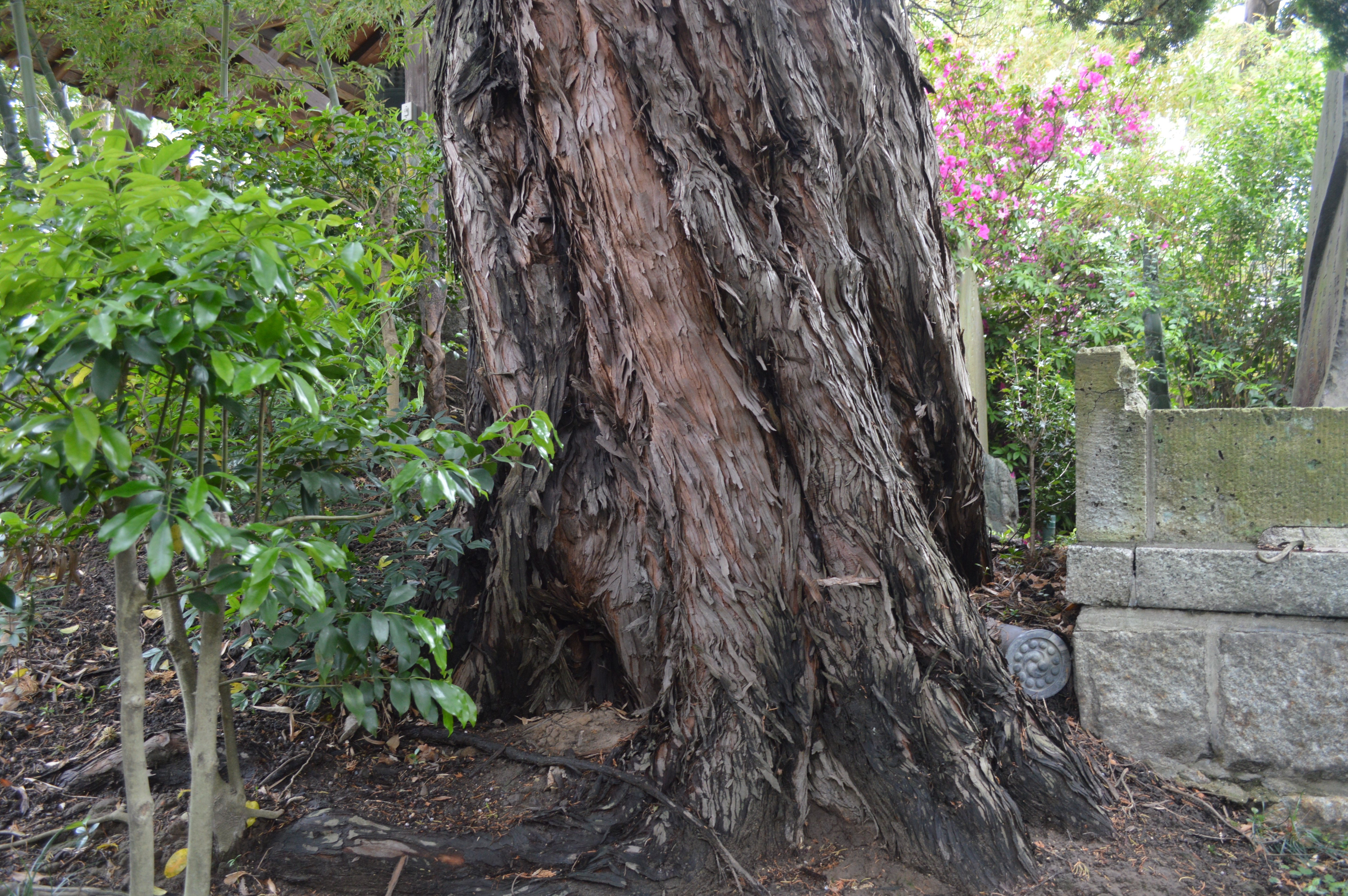
伊吹木の根元
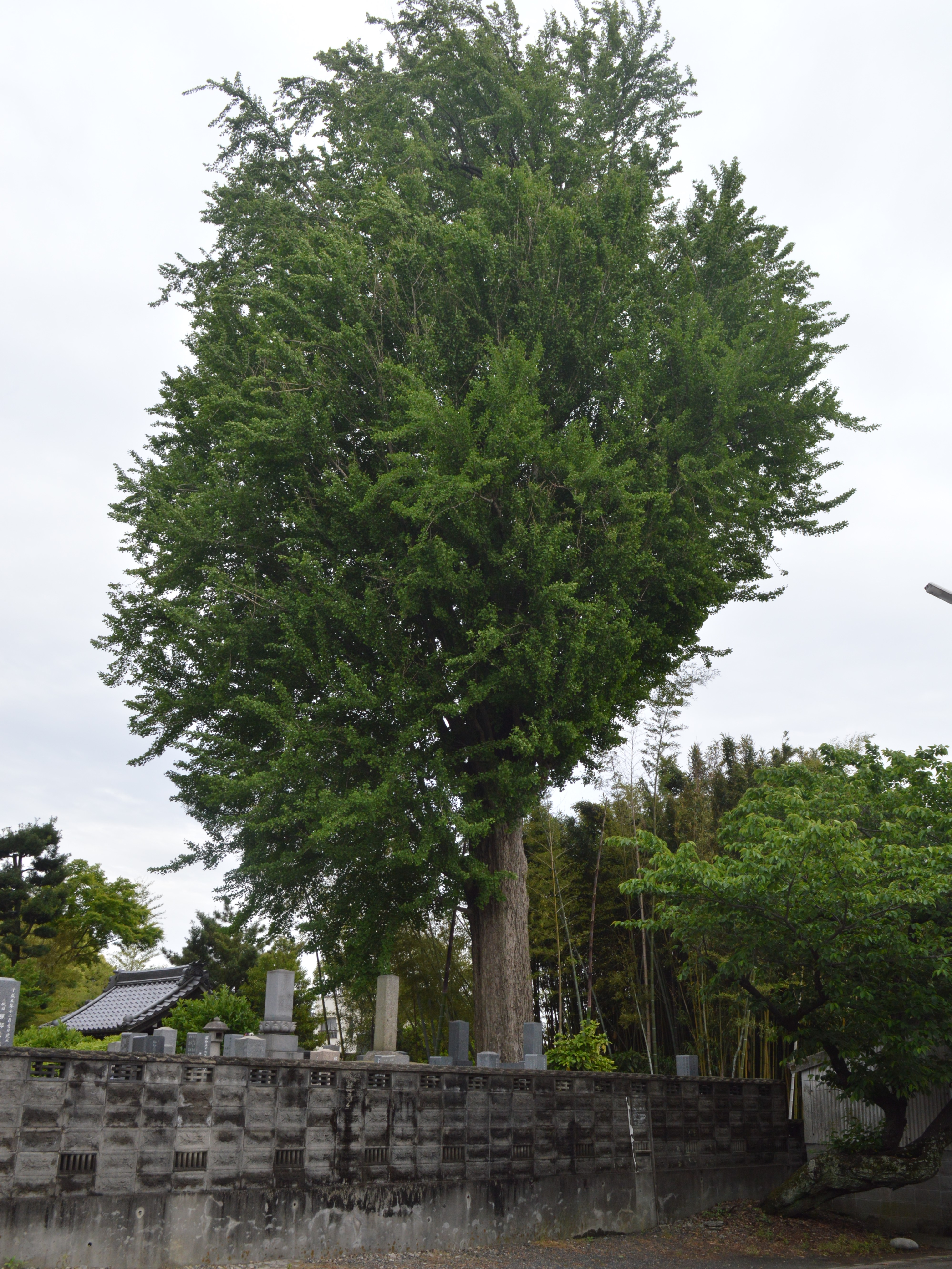
銀杏
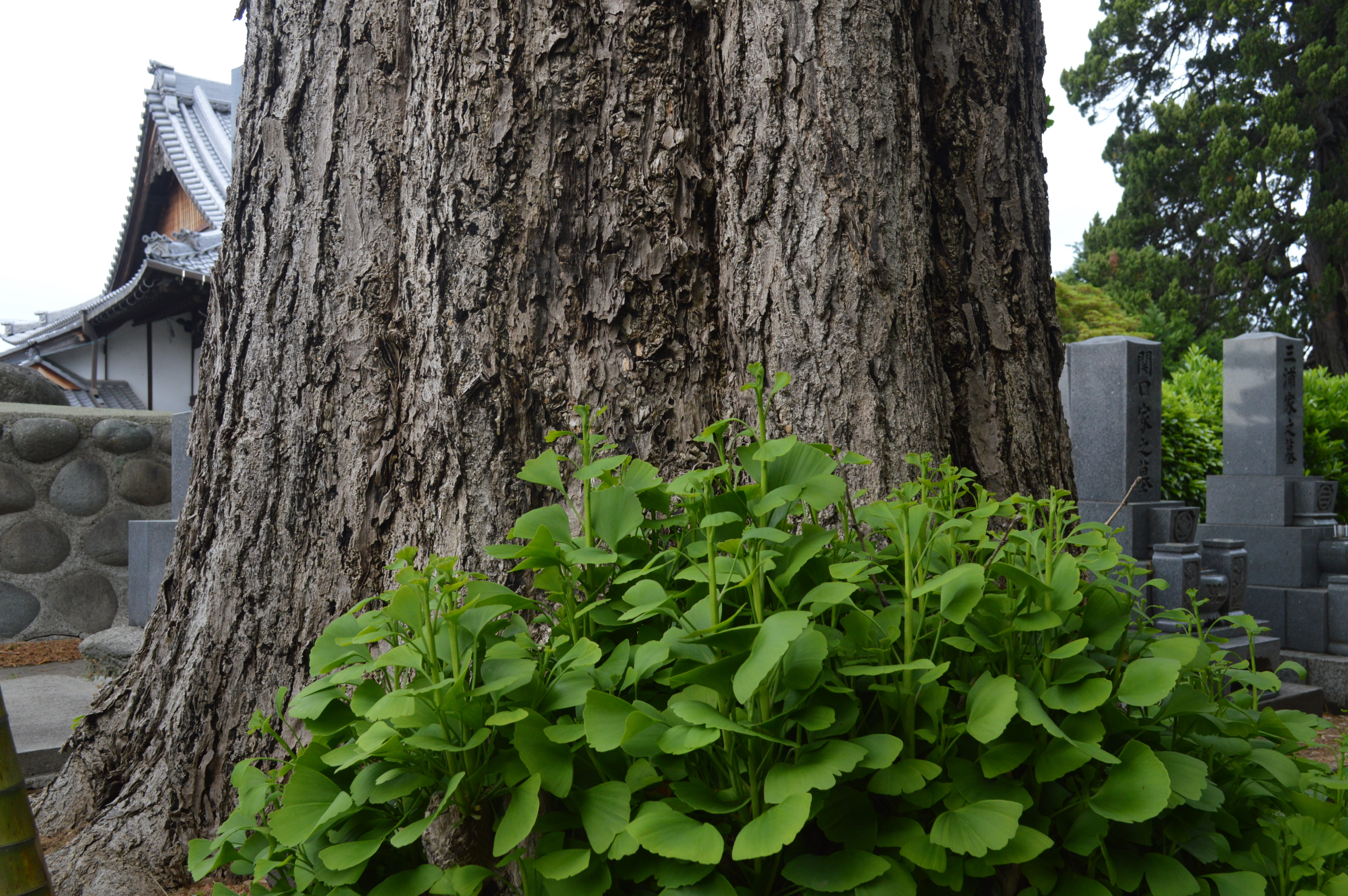
銀杏の根本

## 現地情報
所在地
- 481-0043：愛知県北名古屋市沖村字西之郷21

アクセス
- 名鉄犬山線西春駅から徒歩